# Лехія (Зелена Гура)
КС «Лехія» Зелена Гура (пол. Klub Sportowy Lechia Zielona Góra) — професіональний польський футбольний клуб з міста Зелена Гура.

## Історія

### Історичні зміни назви
- 1946: Робітничий Клуб Спортовий «Вагмо»
- 1949: Клуб Спортовий «Сталь»
- 1955: Клуб Спортовий «Засталь»
- 1957: Клуб Спортовий «Лехія»
- 1968: Закладовий Клуб Спортовий «Засталь»
- 1979: М'єндзязакладовий Будовляни Клуб Спортовий «Лехія»
- 22 вересня 1990: Зельоногорське Товажиство Пілкарське «Лехія-Польмозбит»
- 2000: АСПН «Зрив»
- 2001: Клуб Спортовий «Лех-Зрив»
- 25 січня 2005: Клуб Спортовий «Лехія»

### Історичні щаблі клуба
Клуб був створений у 1946 році серед працівників вагонно-мостової фабрики у містечку Зелена Гура. Початковою назвою команди була Робітничий Клуб Спортовий «Вагмо», що було співзвучно скороченій назві фабрики. Під час численних реорганізацій у спортивній сфері Польщі у 1951 році клуб вступив до асоціації «Сталь», хоча назву було змінено ще у 1951 році. У 1952 році команда була запрошена на ігри 2-ї ліги Воєводства Зельоногорського. КС «Сталь» посів 10-е місце та попрощався із лігою. У 1955 році клуб змінив назву на Клуб Спортовий «Засталь», а у лютому 1957 року на Клуб Спортовий «Лехія».
У 1968 році команда отримала назву Закладовий Клуб Спортовий «Засталь». Клуб змагався у нижчих та регіональних лігах до сезону 1973/74, коли піднявся до ІІ ліги Польщі. Проте у тому розіграші клуб посів 14-е місце та знову понизився у класі.
У 1979 році фабрика «Засталь» припинила існування і клуб, об'єднавшись із МЗКС «Будовляни», змінив назву на М'єндзязакладовий Будовляни Клуб Спортовий «Лехія». У сезоні 1986/87 клуб зазнав найбільшого успіху в своїй історії у кубку Польщі: команда дійшла до чвертьфіналу, де за сумою двох матчів 3-5 (2-1 вдома та 1-4 на виїзді) поступилась ЛКС (Лодзь).
У 1990 році на базі «Лехії» було створене Зельоногорське Товажиство Пілкарське «Лехія-Польмозбит» і з 1995 по 1999 роки клуб виступав у ІІ лізі Польщі.
У 2000 році після злиття із клубом П'яст (Червенськ) було ухвалено назву АСПН «Зрив», а у 2001 році після злиття з Лех (Сулехув) — Клуб Спортовий «Лех-Зрив». 25 січня 2005 року клуб повернувся до історичної назви Клуб Спортовий «Лехія».
У 2008 році клуб об'єднався із Фадом (Новоґруд-Бобжанський).

## Досягнення
- Кубок Польщі:
  - чвертьфінал (1): 1987